# Enzo Santaniello
Enzo Santaniello (1960) è un attore cinematografico italiano attivo negli anni sessanta e settanta, noto per il ruolo di Luca Barigozzi nel film Il mostro (1977). È fratello minore della collega Simonetta, con cui ha recitato ne I quattro dell'Ave Maria e C'era una volta il West (in entrambi i casi interpretano a loro volta due fratelli).

## Filmografia

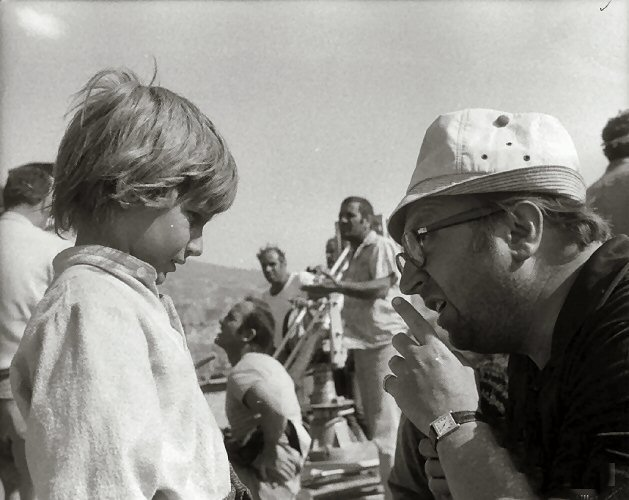
Con Sergio Leone sul set di C'era una volta il West.

- Lola Colt - Faccia a faccia con El Diablo, regia di Siro Marcellini (1967)
- I quattro dell'Ave Maria, regia di Giuseppe Colizzi (1968)
- C'era una volta il West, regia di Sergio Leone (1968)
- Giovanni ed Elviruccia, regia di Paolo Panelli – miniserie TV (1970)
- Furto di sera bel colpo si spera, regia di Mariano Laurenti (1974)
- San Pasquale Baylonne protettore delle donne, regia di Luigi Filippo D'Amico (1976)
- Il mostro, regia di Luigi Zampa (1977)
- Lo chiamavano Bulldozer, regia di Michele Lupo (1978)